# Ronny Rockel
Ronny Rockel (* 12. Juli 1972 in Schlema) ist ein deutscher Profi-Bodybuilder.

## Leben
Rockel wuchs in der DDR auf. Er wurde 1989 inspiriert durch die Filmreihe Rocky mit Sylvester Stallone und begann mit einem Körpergewicht von 65 kg zu trainieren. Fitnessstudios gab es in seinem Wohnort Chemnitz noch nicht, so dass er sich seine ersten Gewichte aus Zahnrädern und Eisenstangen selber baute.
Nachdem das erste Fitnessstudio eröffnet hatte, wurde Rockel Mitglied und eignete sich Wissen über Ernährung, Training und Diät an. Bei der hessischen Meisterschaft 1994, seinem ersten Wettkampf, belegte er den letzten Platz. Ein Jahr später gewann er die NABBA Deutsche Meisterschaft und wurde Dritter bei der NABBA-Mr.-Universe-Meisterschaft. Danach entschied sich Rockel, professioneller Bodybuilder zu werden. Dies wurde er endgültig durch Gewinn der Internationalen Deutschen Meisterschaft 2002 und der damit verbundenen Procard. Rockel ist bis heute einer der erfolgreichsten deutschen Bodybuilder neben Markus Rühl, Günter Schlierkamp, Dennis Wolf und Jusup Wilkosz.
Rockel wurde von 2009 bis zum 1. Juli 2011 gesponsert von der Supplement Firma Best Body Nutrition. Im Juni 2011 wurde überraschend der Vertrag aufgelöst. Seitdem ist er bei Weider Global Nutrition unter Vertrag.
Nach der Teilnahme an der IFBB Kuwait Pro 2017 am 6. Oktober 2017 beendete Rockel seine aktive Bodybuilding-Laufbahn. Im April 2018 kündigte er allerdings sein Comeback bei der Frey Classic an, einem Amateurwettkampf der NAC, den er mit dem 2. Platz hinter Peter Molnar abschloss. Seine IFBB Pro Card hat er aber nicht durch den Start bei dem Amateurwettkampf verloren.

## Erfolge
- 1995 NABBA Nationale Deutsche Meisterschaft, 1.
- 1996 NABBA World Championships, Medium, 3.
- 1998 NABBA Mr Universe, Medium, 2.
- 1999 NABBA Mr Universe, Medium, 2.
- 2000 NABBA Mr Universe, Medium, 2.
- 2000 WABBA World Championships, Short, 1.
- 2002 DBFV Internationale Deutsche Meisterschaft, 1. (Pro Card)
- 2005 IFBB Grand Prix Australien, 3.
- 2006 IFBB Grand Prix Australien, 1.
- 2006 IFBB Grand Prix Niederlande, 3.
- 2007 IFBB Grand Prix Australien, 2.
- 2007 IFBB Santa Susanna Pro, 3.
- 2008 IFBB New York Pro Championships, 3.
- 2008 IFBB Grand Prix Rumania, 2.
- 2009 IFBB Los Angeles Iron Man Pro, 3.
- 2009 IFBB Mr. Olympia, 7.
- 2010 IFBB Arnold Classic, 6.
- 2010 IFBB Mr. Europe Pro, 1.
- 2010 IFBB Mr. Olympia, 6.
- 2011 IFBB Arnold Classic, 6.
- 2011 IFBB British Grand Prix, 4.
- 2011 IFBB Mr. Europe Pro, 1.
- 2011 IFBB New York Pro Championships, 2.
- 2011 IFBB Mr. Olympia, 9.
- 2011 IFBB Arnold Classic Pro Europe, 3.
- 2012 IFBB Nordic Pro Championships, 3.
- 2012 IFBB Mr. Olympia, 13.
- 2012 IFBB Arnold Classic Europe, 6.
- 2012 IFBB British GP, 5.
- 2012 IFBB EVL’ S Prague Pro, 7.
- 2013 IFBB Arnold Classic, 13.
- 2014 IFBB Ferrigno Legacy, 1.
- 2015 IFBB Mr. Olympia, 14.
- 2015 IFBB Ferrigno Legacy, 2.
- 2015 IFBB EVL´S Prague Pro, 7.
- 2016 IFBB Mozolani Pro (Men's 212), 2.
- 2016 IFBB Mr. Olympia (Men's 212), 9.
- 2017 IFBB New York Pro Championships (Men's 212), 1.
- 2017 IFBB Toronto Pro Supershow (Men's 212), 1.
- 2017 IFBB Mr. Olympia (Men's 212), 7.[4]
- 2017 IFBB EVL´S Prague Pro (Men's 212), 3.
- 2017 IFBB Kuwait Pro (Men's 212), 7.
- 2018 Columbu Festival Sardinien, 2.[5]
- 2018 Golden-Times Grand Prix 2018, China, 1. Over-212lb[6]
- 2018 Golden-Times Grand Prix 2018, China, 2. Gesamt[7]